# Iași megye
Iași megye (magyarul: Jász megye) közigazgatási egység Romániában, a Moldva régióban. 5476 km2-es területével Románia 24. legnagyobb megyéje, ezzel az ország teljes területének mintegy 2,29%-át adja. Emellett közel 760 ezer fős lakosságával Románia második legnépesebb közigazgatási egysége, Bukarest után, ezzel az ország népességének 3,97%-ával rendelkezik, népsűrűsége az országos átlag közel kétszerese.
Északról Botoșani megye, keletről Moldova, délről Vaslui megye, nyugatról pedig Neamț megye és Suceava megye határolja. Székhelye a román kultúra egyik fellegváraként számontartott és az egykori Moldovai Fejedelemség központja, Iași (Jászvásár). "A nagy szerelmek városaként" is ismert város, a régió legnagyobb városa, pénzügyi és kulturális központ. Bukarest, Kolozsvár és Temesvár után a negyedik legnépsebb városa az országnak. A megye jelentős városai közé tartozik emellett a vasúti infrastruktúrája miatt kiemelkedő Páskán, az egykori moldvai fejedelmi központként ismert Szépvásár, illetve a középkori építészetéről nevezetes Harló.
A megye földrajzát nagymértékben meghatározza a Moldvai-fennsík, amely enyhén hullámzó tájjal rendelkezik, északnyugatról délkelet felé lejt. A megye keleti részén húzódik a Prut-folyó, amely Románia és Moldova természetes határát képezi, míg a nyugati részen kisebb folyók és patakok futnak. A terület nagyrészt mezőgazdasági jellegű, de erdőségek és dombos területek is megtalálhatók. A Prut mellett fekvő alacsonyabb síkságok kiválóan alkalmasak mezőgazdasági művelésre, míg a fennsík peremén gyümölcstermesztés és szőlészet is elterjedt.
Történelme gazdag és sokszínű. A régió jelentős szerepet játszott Moldva történetében, hiszen Iași városa 1564-től több mint három évszázadon át volt a fejedelemség fővárosa. Az 1859-es Egyesülés szimbolikus helyszíneként is ismert, amikor Moldva és Havasalföld egyesült Alexandru Ioan Cuza vezetésével, ezzel megalapítva a modern Romániát. Az első világháború alatt, amikor Bukarestet elfoglalták a központi hatalmak, Iași Románia ideiglenes fővárosává vált. A történelmi megpróbáltatások között található a török, tatár és lengyel támadások sorozata, amelyek nyomot hagytak a megye fejlődésén. Emellett Iași városa ad otthont az első romániai egyetemnek, amit Alexandru Ioan Cuza alapított 1860-ban, valamint az ország első botanikus kertjének, amely 1856-ban jött létre.

## Címer

Iași megye Románia területén

## Nevének eredete
A "Iași" név eredete vitatott, de a legelterjedtebb elmélet szerint szláv eredetű. Egyesek szerint a "jász" törzsekhez köthető, akik a térségben telepedtek le, míg más feltételezések szerint a név a "jasi" szóból származik, amely a közeli folyók mocsaras területére utalhat. Az is lehetséges, hogy egy ősi településről kapta a nevét, amely valaha fontos szerepet töltött be a térség gazdasági és katonai életében.[forrás?]

## Földrajz
Románia északkeleti részén helyezkedik el, a Moldova folyótól keletre, a Romániát Moldovától elválasztó Prut folyótól nyugatra. Területe 5476 négyzetkilométer, ezzel az ország 41 megyéje között a 23. helyen áll. A megye északkeleti és középső részének  felszínét dombok és fennsíkok jellemzik (Jijia- és a Bahlui-medencéje), nyugati felét 400 méter feletti fennsíkok, déli felét a Bârladi-fennsík alkotja. Keleten a Prut árterülete található.
Főbb folyói a Prut, Szeret, Jijia, Jijioara, Miletin.
Éghajlata mérsékelt kontinentális, az éves átlagos hőmérséklet a megye nyugati és déli részén 8-9 °C, északon és északkeleten pedig 9-10 °C.
Ásványkincsei: mészkő, homokkő, kvarchomok, kénes ásványvizek. 2013-ban területének mintegy 18%-át erdő borította.

## Népesség
Az 1930 és 2011 közötti népszámlálások során az alábbi lakosságszámokat jegyezték fel:
| Lakosok száma | 420 488 | 431 586 | 516 635 | 619 027 | 729 243 | 811 342 | 816 910 | 772 348 | 760 774 |
|               | 1930    | 1948    | 1956    | 1966    | 1977    | 1992    | 2002    | 2011    | 2021    |

A 2011-es népszámlálás adatai szerint a 772 348 lakos 91,1%-a román, 1,5%-a roma, 0,4%-a lipován volt. 221 fő zsidónak, 193 fő görögnek, 146 fő magyarnak vallotta magát. Románia legnépesebb megyéje, a megyei szintű Bukarest fővárost leszámítva.

## Gazdaság
A megye mezőgazdasági jellegű, fontos a gabonafélék és az ipari növények termesztése, állattenyésztése főleg a Jijia-medencére összpontosul. Szőlészet, gyümölcs és zöldségtermesztés pedig elsősorban a megyeszékhely környékére a jellemző.
Az ipar főleg a megyeszékhelyben tömörül. Legfontosabb iparágak: vegyipar, gyógyszergyártás, fémipar és nehézgépgyártás, textil- és ruhaipar.
Jelentős a Jijia-medence mesterséges tavaiban folytatott haltenyésztés.

## Turizmus

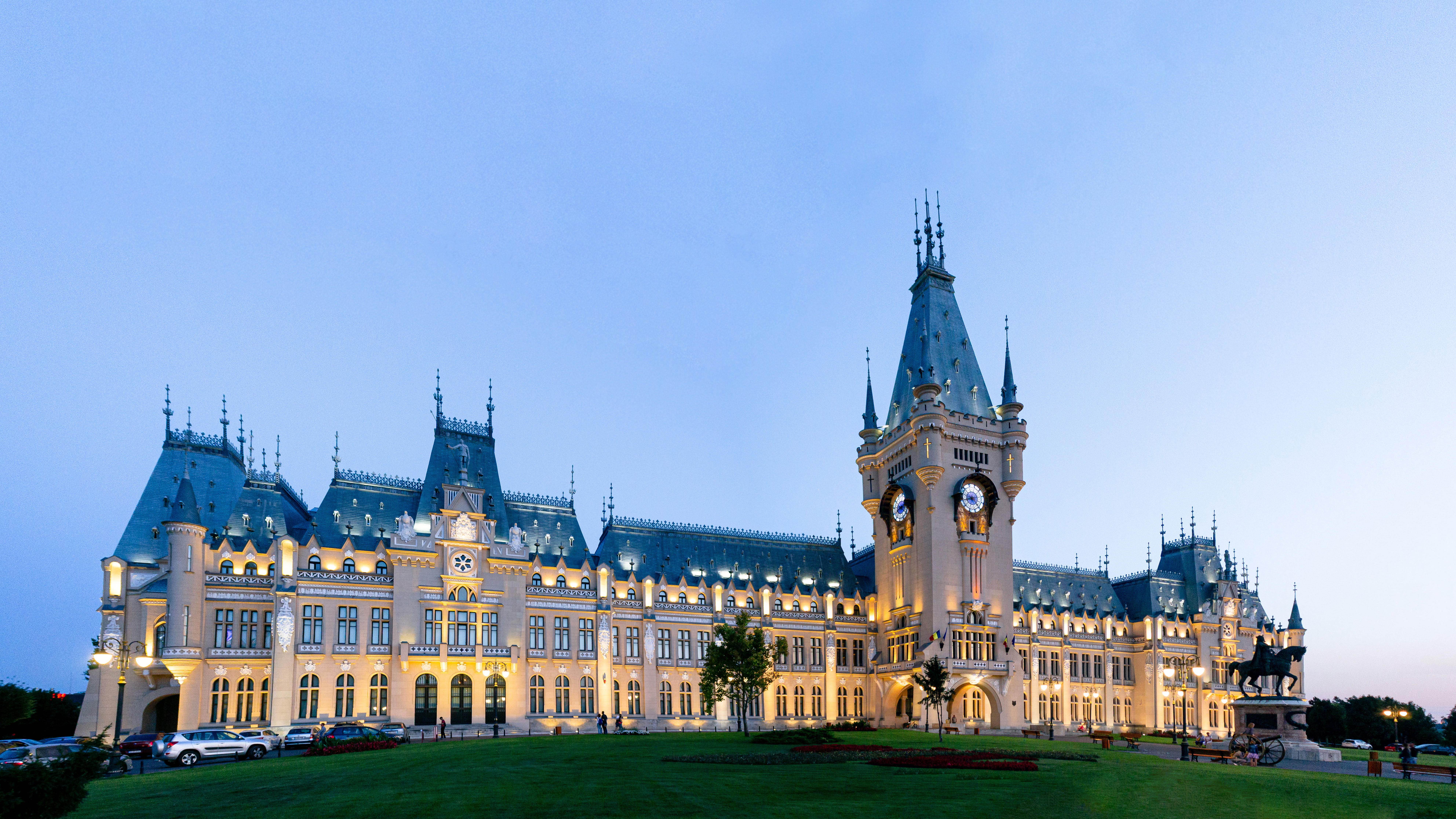
Jászvásár, a megyeszékhely
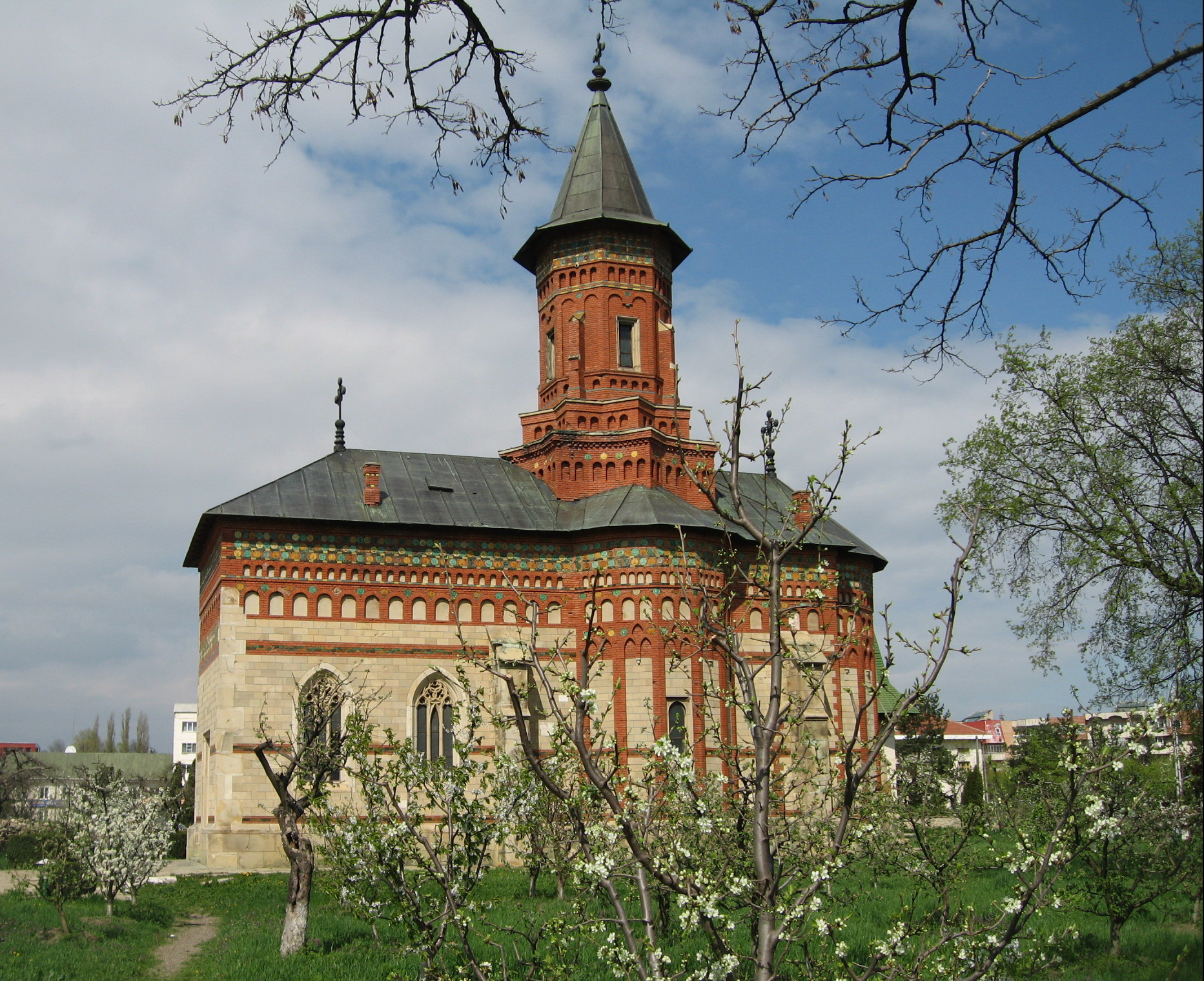
Szent György-templom Harlóban
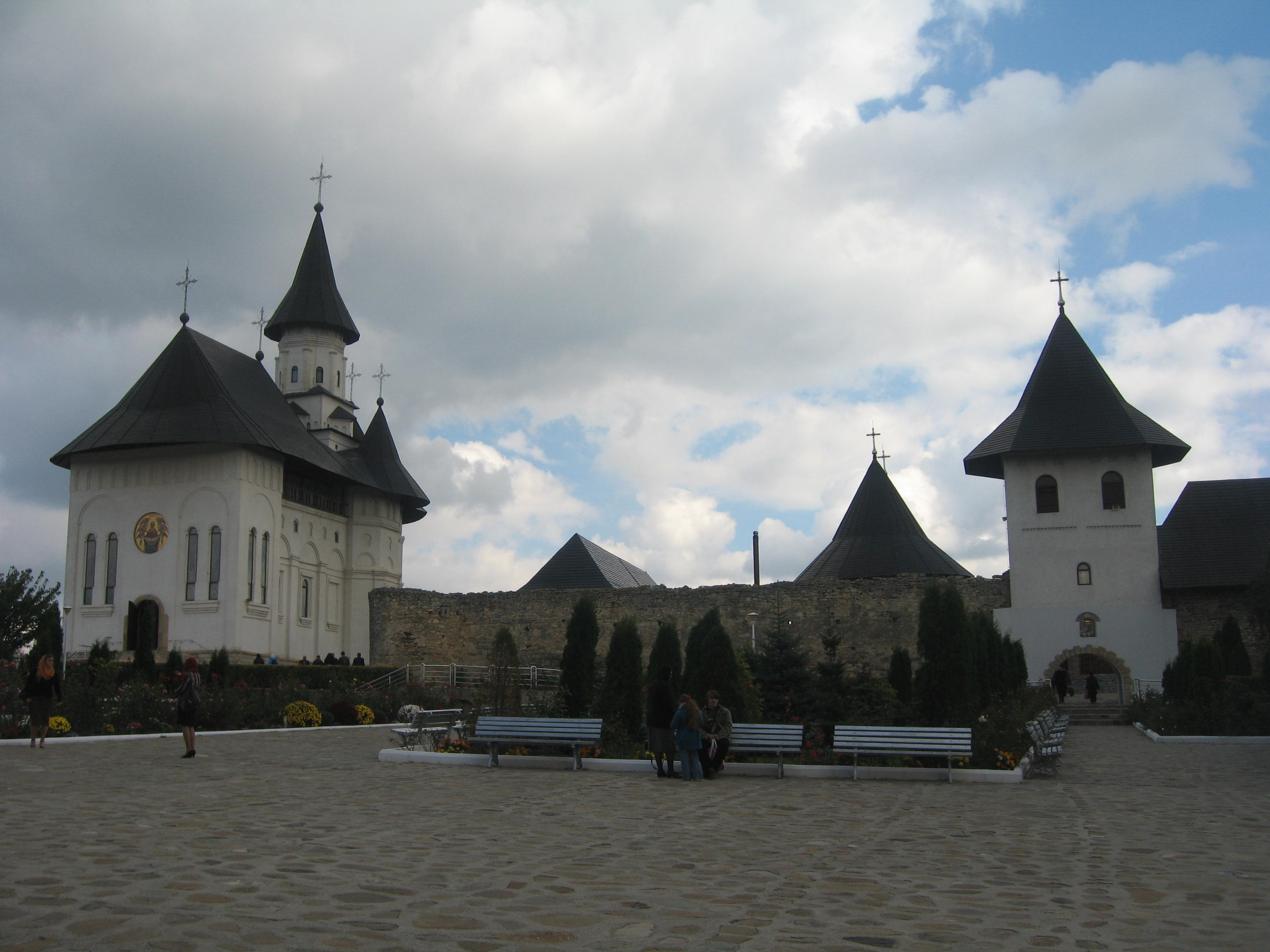
A hadâmbui kolostor
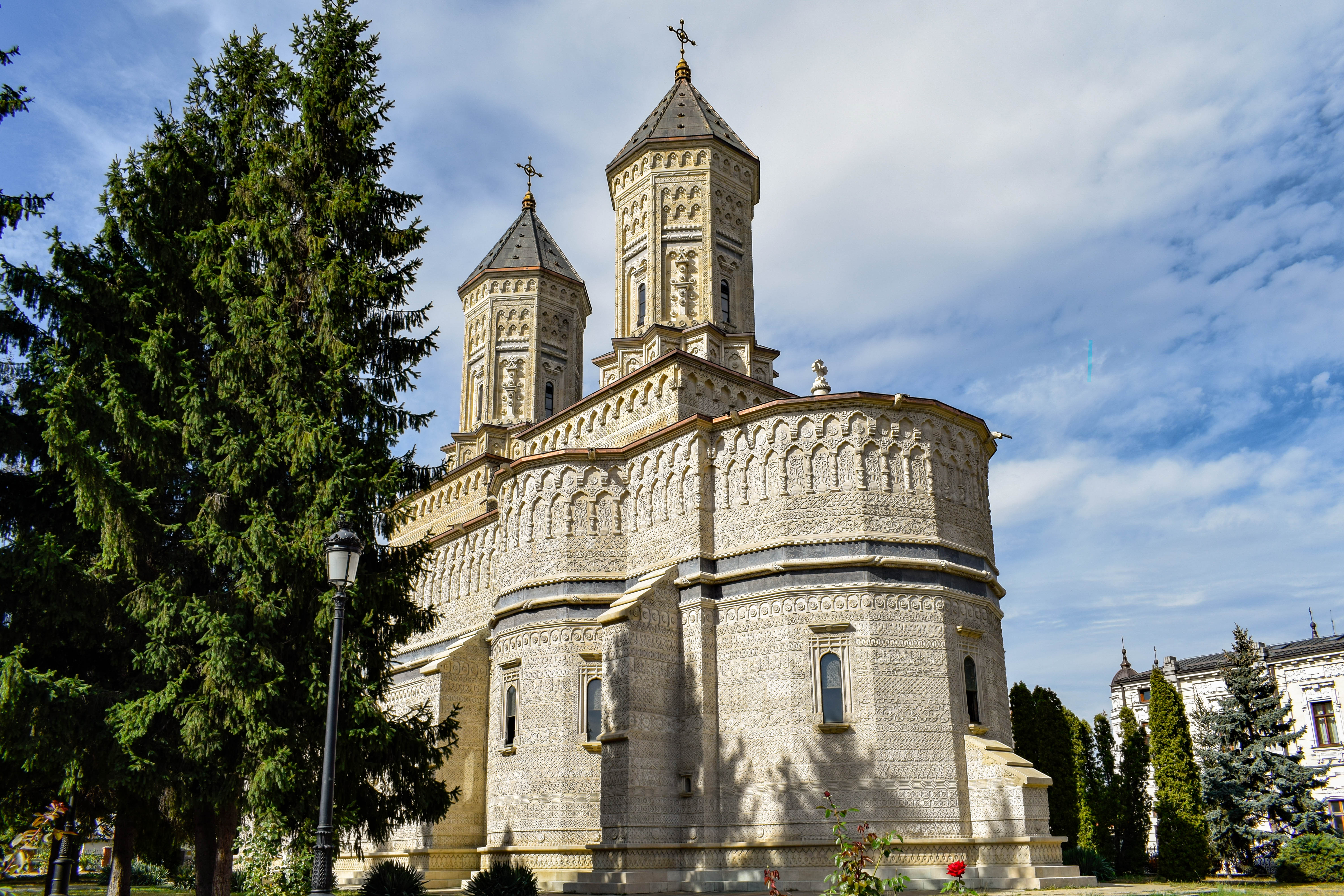
Trei Ierarhi-templom Jászvásáron
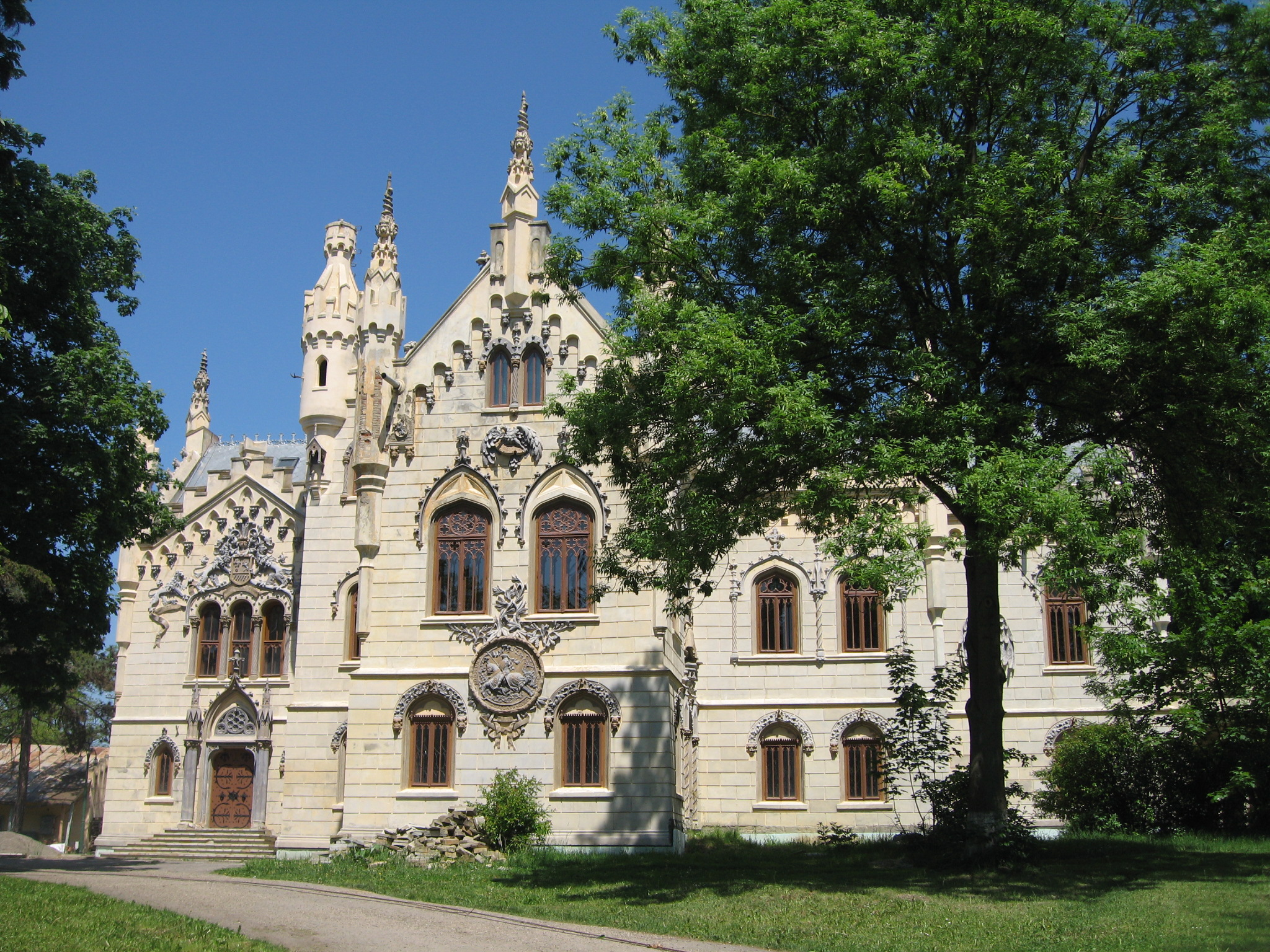
Sturdza-kastély Miclăușeniben

## Települések
A megyében 2010-ben 2 municípium, 3 város, 93 község és 418 falu volt.
Municípiumok
- Jászvásár (Iași),
- Páskán (Pașcani)

Városok
- Szépvásár (Târgu Frumos)
- Harló (Hârlău)
- Podu Iloaiei

KözségekAlexandru Ioan Cuza, Andrieșeni, Aroneanu, Balș, Bălțați, Bârnova, Belcsest (Belcești), Bivolari, Brăești, Butea, Ceplenița, Ciohorani, Ciortești, Ciurea, Coarnele Caprei, Comarna, Costești, Costuleni, Cotnari, Kozmest (Cozmești), Cristești, Cucuteni, Dagâța, Deleni, Dobrovăț, Dolhești, Domafalva (Răchuteni), Drăgușeni, Dumești, Erbiceni, Fântânele, Focu (Focuri), Golăiești, Gorban, Grajduri, Gropnița, Grozești, Halasfalva (Hălăucești), Harmanești,  Heleșteni, Holboca, Horlest (Horlești), Ion Neculce, Ipatele, Lespezi, Lețcani, Lungani, Mădârjac, Merszefalva, Nyersesty (Mircești), Mironeasa, Miroslava, Miroslovești, Mogoșești-Iași, Magosfalva (Mogoșești-Siret), Moșna, Moțca, Movileni, Acélfalva (Oțeleni), Plugari, Popești, Popricani, Prisăcani, Probota, Radukanén (Răducaneni), Rediu, Românești, Roșcani, Ruginoasa, Scânteia, Schitu Duca, Scobinți, Sinești, Sirețel, Stolniceni-Prăjescu, Sztrunga (Strunga), Șcheia,  Șipote, Tansa, Tătăruși, Țibana, Țibănești, Țigănași, Todirești, Tomești, Trifești, Țuțora, Ungheni, Valea Lupului, Valea Seacă, Vânători, Victoria, Vlădeni, Vojnest (Voinești)